# Isadora (kosmetik)
Isadora är ett svenskt varumärke bildat i Malmö 1983 av grundarna Ingvar Vigstrand och Ingrid Berndtsson. Företaget bakom varumärket Isadora är Invima AB som tillverkar kosmetikprodukter i den semi-selektiva klassen. Isadoras första exportland var Norge och sedan start har företaget växt och är idag etablerat i över 40 länder.  
Isadoras produkter är inte testade på djur.